# Alexander Sergejewitsch Sokolow (Politiker)

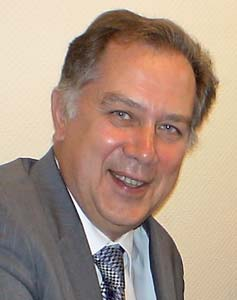
Alexander Sokolow, 2006

Alexander Sergejewitsch Sokolow (russisch Александр Сергеевич Соколов; * 8. August 1949 in Leningrad) ist ein russischer Politiker und Musikwissenschaftler.

## Leben
Alexander Sokolow studierte Musik am Gnessin-Institut Moskau und am Moskauer Konservatorium. Seit 1979 unterrichtete er am Moskauer Konservatorium und ist dort seit 1993 als Hochschullehrer tätig. Sokolow war vom 9. März 2004 bis 12. Mai 2008 Kulturminister in Russland. Seit 2006 ist er Präsident des Vorstandes des Moskauer Konservatoriums. Sokolow ist verheiratet und hat ein Kind.